# Vermetoidea
Vermetoidea is een superfamilie van weekdieren uit de klasse van de Gastropoda (slakken).

## Families
- Sakarahellidae Bandel, 2006
- Vermetidae Rafinesque, 1815